# КНДР на зимних Олимпийских играх 2010
КНДР на зимних Олимпийских играх 2010 была представлена тремя спортсменами в двух видах спорта. Знаменосцем был фигурист Ли Сончхоль.

## Результаты соревнований

### Коньковые виды спорта

#### Конькобежный спорт
Женщины
| Соревнование | Спортсмены | 1 попытка | 1 попытка | 2 попытка | 2 попытка | Результат | Место |
| Соревнование | Спортсмены | Результат | Место     | Результат | Место     | Результат | Место |
| ------------ | ---------- | --------- | --------- | --------- | --------- | --------- | ----- |
| 500 метров   | Ко Хён Сук | 38,893    | 15        | 38,577    | 7         | 77,47     | 9     |
| 1000 метров  | Ко Хён Сук |           |           |           |           | 1:17,63   | 13    |

#### Фигурное катание
| Соревнование              | Спортсмены   | Короткая программа | Короткая программа | Произвольная программа | Произвольная программа | Всего     | Всего |
| Соревнование              | Спортсмены   | Результат          | Место              | Результат              | Место                  | Результат | Место |
| ------------------------- | ------------ | ------------------ | ------------------ | ---------------------- | ---------------------- | --------- | ----- |
| Мужское одиночное катание | Ли Сон Чхоль | 56,60              | 25                 | не прошёл              | не прошёл              | 56,60     | 25    |